# Eddystone Rocks
Eddystone Rocks lub Eddystone – grupa skał w zachodniej części kanału La Manche. Oddalona jest około 14 kilometrów na południowy zachód od przylądka Rame Head (półwysep Rame), na wybrzeżu Kornwalii (Anglia). Na skałach zbudowana jest latarnia morska Eddystone. Pierwsza latarnia morska została zbudowana w tym miejscu w 1698 roku. Obecnie istniejąca jest czwartą budowlą. Wzniesiona została w 1882, obok ruin wcześniejszej trzeciej latarni.